# Beverly Hills Hotel
Le Beverly Hills Hotel est l'un des hôtels les plus célèbres de la ville de Beverly Hills, dans l'État de Californie. Situé au 9641 Sunset Boulevard et à l'extrémité nord de Rodeo Drive, il est connu pour être fréquenté par des personnalités du monde des affaires, de la politique et du spectacle.

## Présentation
D'une superficie de 5 000 m2, l'hôtel compte 210 chambres et suites, dont 24 bungalows. L'architecte de Pasadena Elmer Grey est le concepteur du bâtiment principal, et les vastes jardins sont dessinés par l'architecte paysager Wilbur David Cook. Il appartient actuellement au sultan de Brunei.

## Historique

### Les origines
La prospection pétrolière sur le site de l'actuelle ville de Beverly Hills au début du XXe siècle ne permet pas de mettre en évidence une présence significative d'or noir. Cependant, le secteur possède de l'eau, et la présence de cette ressource décide Burton Green à créer la société Rodeo Land and Water Company, afin de fonder une ville sur ces arpents de terre encore quasiment vierges. Il a l'idée d'une ville originale, conçue non pas selon un plan en damier, comme le veut la règle aux États-Unis, mais dotée de rues courbes, bordées d'arbres et découpée en de vastes parcelles à lotir.
Pour que l'opération soit pleinement un succès, Green cherche ce qui pourrait la démarquer des autres projets immobiliers, fleurissant un peu partout à l'époque dans le sud de la Californie. Il conçoit alors l'idée originale d'un grand hôtel, et cherche à convaincre Margaret J. Anderson et son fils, Stanley S. Anderson, de quitter le Hollywood Hotel, qu'ils dirigent alors pour le compte de Myra Parker Hershey, pour se mettre à leur compte à Beverly Hills. Ces derniers acceptent contre l'avis général, laissant derrière eux le confort d'une situation prospère dans un Hollywood en plein développement sous l'effet de la création en 1911 par Al Christie du premier studio de cinéma. Ils viennent donc s'installer dans ce secteur encore un peu reculé mais qui deviendra en quelques années la ville de Beverly Hills.

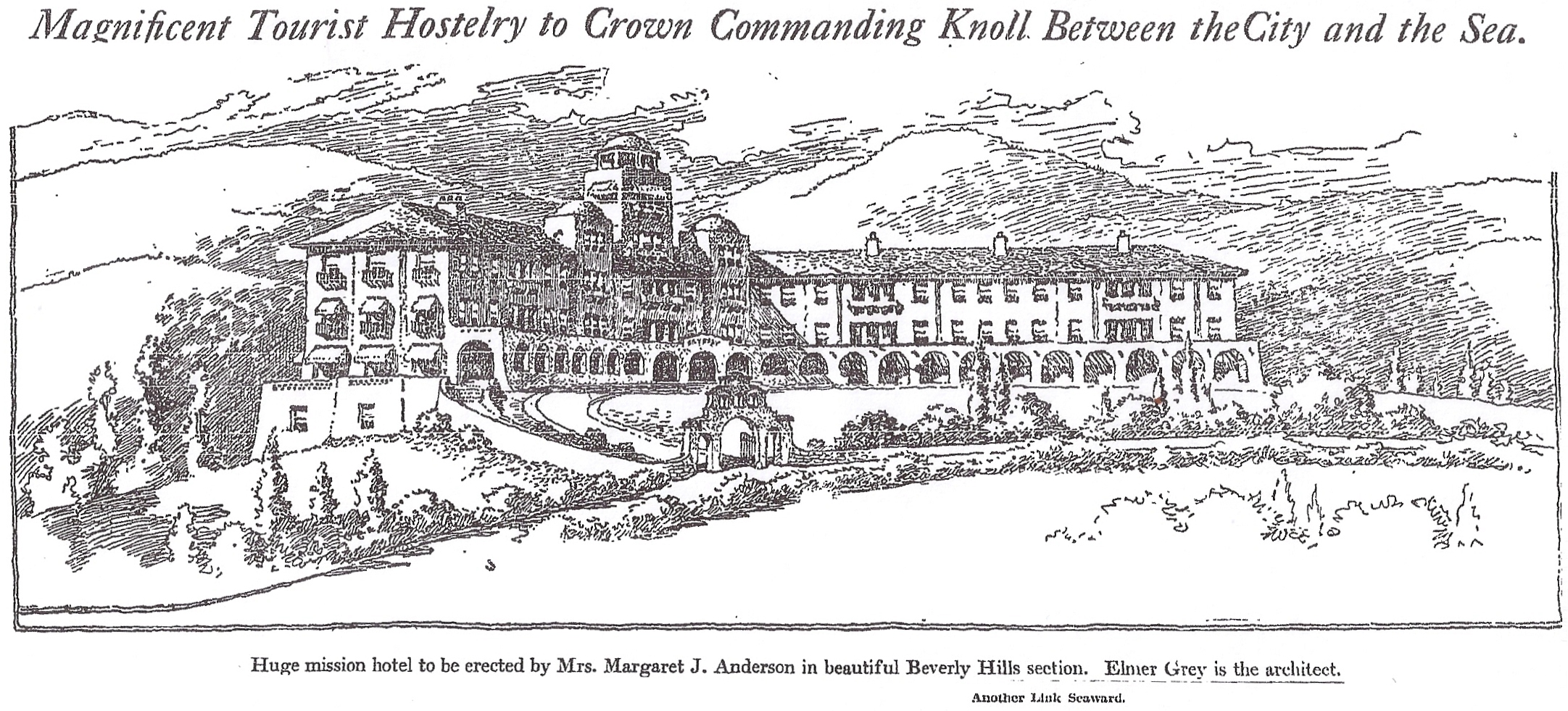
Croquis du en datant de 1911.

Beverly Hills grandit littéralement autour de son grand hôtel, qui ouvre ses portes le 12 mai 1912. En 1914, la population atteint un niveau suffisant pour que la ville soit incorporée. Elle devient l'un des endroits les plus en vue de la planète en 1920, quand Mary Pickford et Douglas Fairbanks bâtissent Pickfair, leur villa hollywoodienne dans les collines environnantes. De nombreuses vedettes du grand écran leur emboîtent le pas, transformant les champs de haricots environnant le Beverly Hills Hotel en propriétés de grand luxe.

### Les années 1920

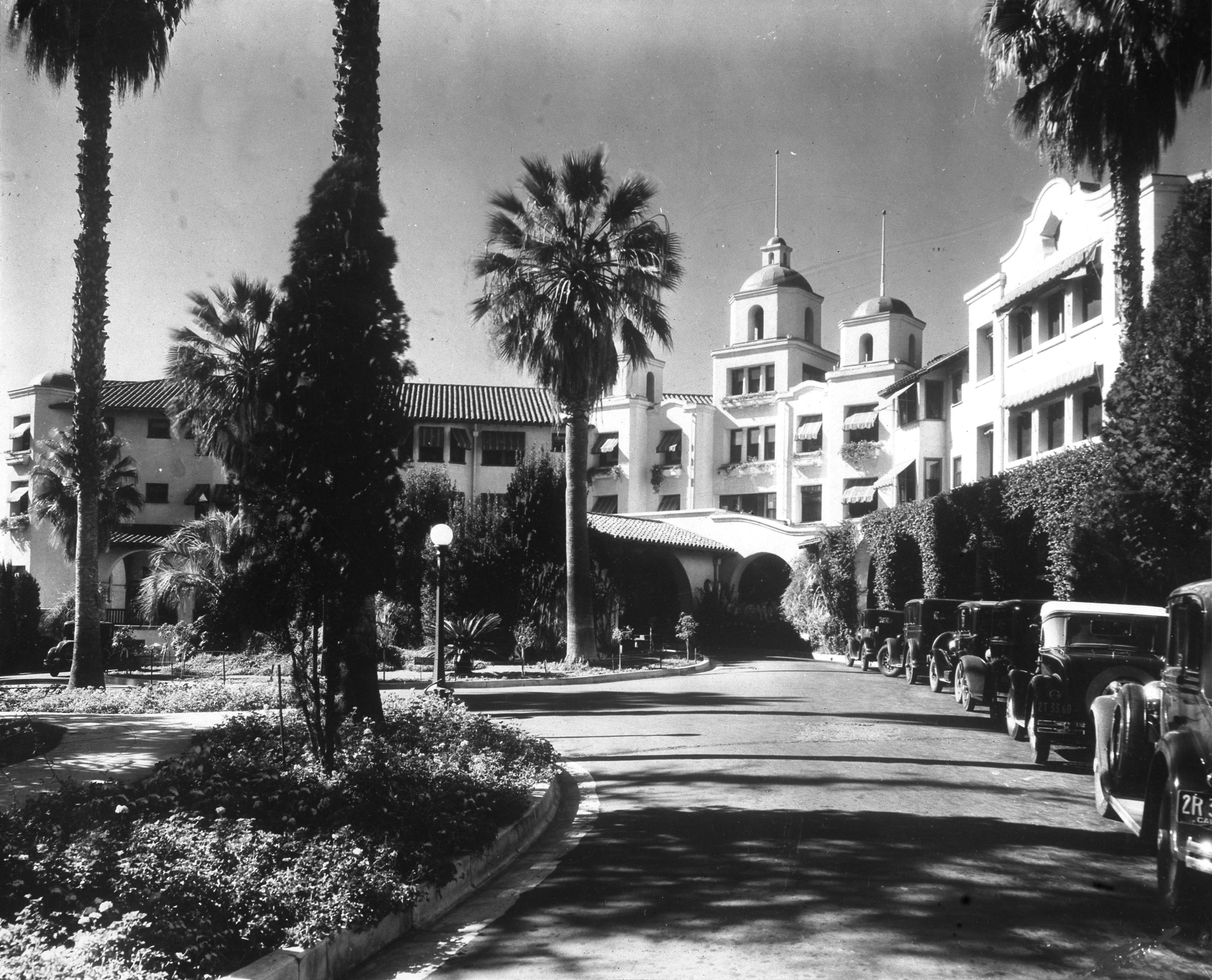
Le Beverly Hills Hotel en 1925. Photo parue dans le Los Angeles Times.

Pendant les années du cinéma muet, l'hôtel attire les célébrités établies dans le quartier qui aiment s'y retrouver, comme Charlie Chaplin, Gloria Swanson, et Rudolph Valentino. La bonne société s'y adonne à des mondanités et activités en tous genres : bals, réunions estivales, mariages. Les fêtes du samedi soir cèdent la place à l'office religieux du dimanche matin. Will Rogers est intronisé comme premier maire honoraire de la ville dans le domaine de l'hôtel.
Les cours de la bourse connaissent une progression ininterrompue tout au long des années 1920, et quand Mme Anderson revend l'hôtel en 1928 à Hugh Leighten contre la coquette somme de 1,5 million de dollars, il est à son niveau le plus haut. Le jeudi noir quelques mois plus tard entraîne l'effondrement des valeurs boursières et Leighten perd l'intégralité de son investissement.

### Les années 1930
La Grande Dépression contraint l'hôtel à la fermeture, Leighten devant céder ses titres de propriété à la Bank of America. Seuls quelques bungalows, loués à des particuliers, restent occupés. La Bank of America rouvre l'hôtel en 1932 et nomme William Kimball comme directeur, mais l'hôtel doit lutter financièrement et la banque met en place l'un de ses vice-présidents, Hernando Courtright, pour en superviser la saisie.
Au lieu de cela, Courtright, séduit par le cachet de l'hôtel, le rachète et le dirige, rétablissant sa situation financière. Il parvient même à en faire en endroit encore plus couru que pendant les années 1920. Loin de déserter l'endroit, les stars de cinéma s'y retrouvent pour y mener des négociations professionnelles ou des affaires de cœurs : Clark Gable et Carole Lombard s'y donnent rendez-vous avant que Gable ne divorce et que les deux amants ne convolent en justes noces,.

### Les années 1940

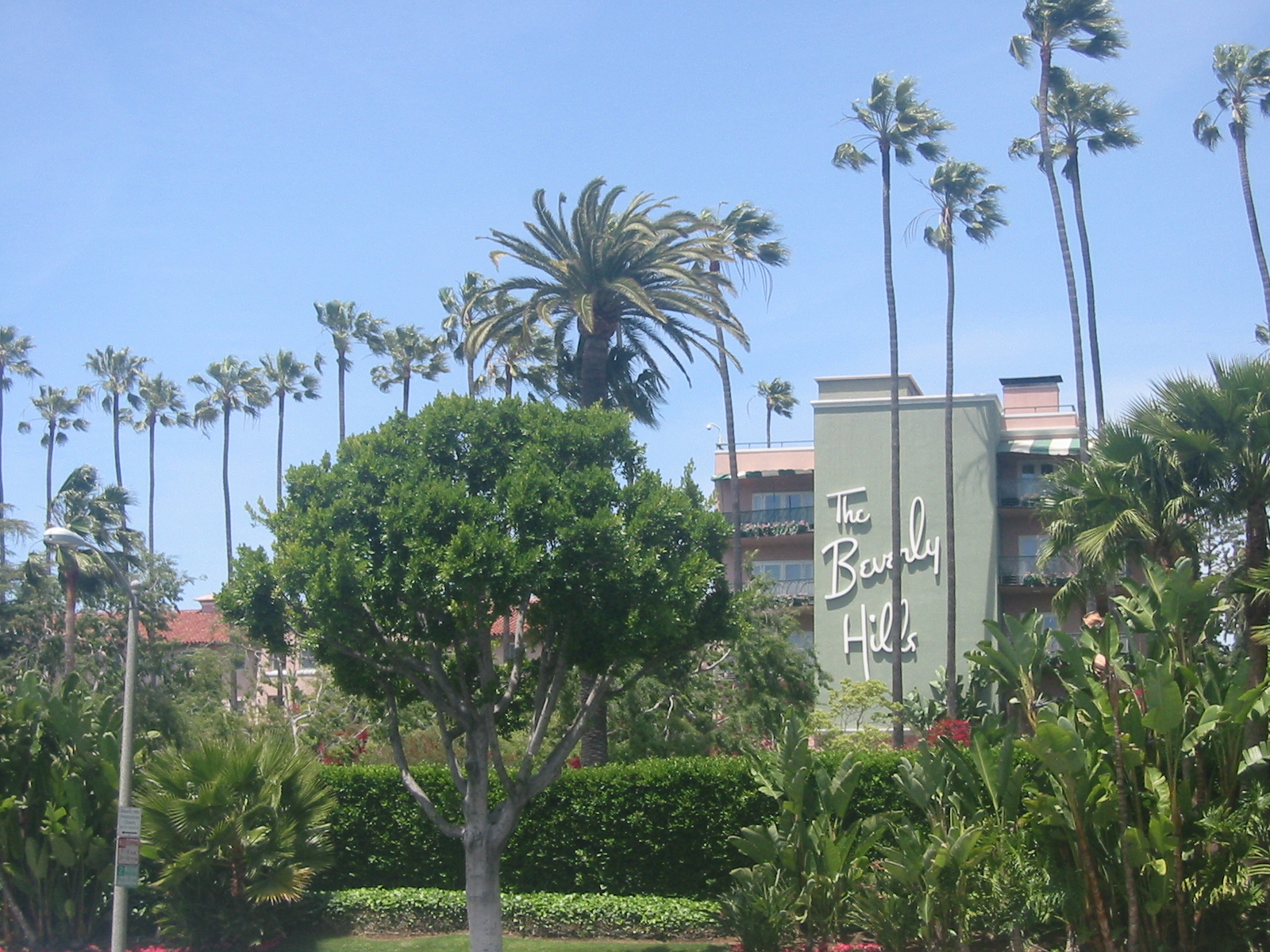
Le en affichant ses tons roses et verts, lui valant le surnom de The Pink Palace.

L'hôtel connaît sa plus grande période de faste sous la direction de Courtright. En 1941, ce dernier monte avec des amis, parmi lesquels Harry Warner, une société qui rachète l'hôtel. Il change alors le nom de El Jardin Restaurant en The Polo Lounge, en l'honneur des vedettes (Will Rogers, Darryl F. Zanuck, Spencer Tracy) qui pratiquent ce sport dans les champs de haricots voisins et qui arrosent leur victoire au restaurant de l'hôtel juste après,. Séparé de sa femme, Spencer Tracy s'installe à l'hôtel pour vivre son alcoolisme et ses passions amoureuses avec quelques actrices comme Loretta Young, Katharine Hepburn et Myrna Loy. Dans les années 1940, Katharine Hepburn vient régulièrement lui rendre visite pour vivre sa liaison avec lui. Myrna Loy profite des tournages et de ses vacances pour s'installer à l'hôtel et se rendre discrètement à la chambre de son amant,,,,.
Marlène Dietrich fréquente à l'époque le bar de The Polo Lounge et en change même les habitudes le jour où elle y paraît en pantalon, chose interdites jusqu'alors aux femmes. Cliente fidèle de l'hôtel, elle finit par s'approprier le Bungalow 11 et y fait installer un lit de 2 mètres sur 2,50 mètres,.
Le Beverly Hills Hotel est entièrement ravalé à la fin de la décennie. En 1947, Courtright ouvre le Crystal Room et le restaurant Lanai (renommé plus tard The Coterie). La façade est repeinte en 1948 dans un rose particulier, celui qu'on lui connaît encore aujourd'hui. De grandes fresques murales y sont exécutées par Karin van Leyden. En 1949, l'architecte Paul Revere Williams conçoit l'extension de Crescent Wing, et supervise la rénovation de The Polo Lounge, de The Fountain Coffee Room, et du hall d'accueil dans les tons roses et verts que l'on y retrouve encore de nos jours. Ce rose vaut à l'hôtel son appellation de The Pink Palace : le palais rose.

### Les années 1950
Lors du séjour du magnat de l'immobilier de Détroit Ben Silberstein, Muriel, sa fille de 17 ans, charmée par l'endroit, supplie son père de l'acheter. C'est ce qu'il fait en 1954, pour la somme de 5,5 millions de dollars.
Le succès de l'hôtel auprès des stars du cinéma et des têtes couronnées ne se dément toujours pas. Il voit ainsi défiler le prince Philippe, le duc et la duchesse de Windsor, le prince Rainier de Monaco, John Wayne et Henry Fonda. Elizabeth Taylor séjourne dans des bungalows avec six de ses huit maris, tandis que son père dispose d'une galerie d'art dans un sous-sol de l'hôtel. En 1956, la piscine et le Cabana Club servent de décors au film La Femme modèle, dans une scène entre Gregory Peck et Lauren Bacall. À la fin de la décennie, Marilyn Monroe et Yves Montand séjournent dans les Bungalows 20 et 21 pendant le tournage du film Le Milliardaire, en même temps que Simone Signoret et Arthur Miller,.

### Depuis les années 1960

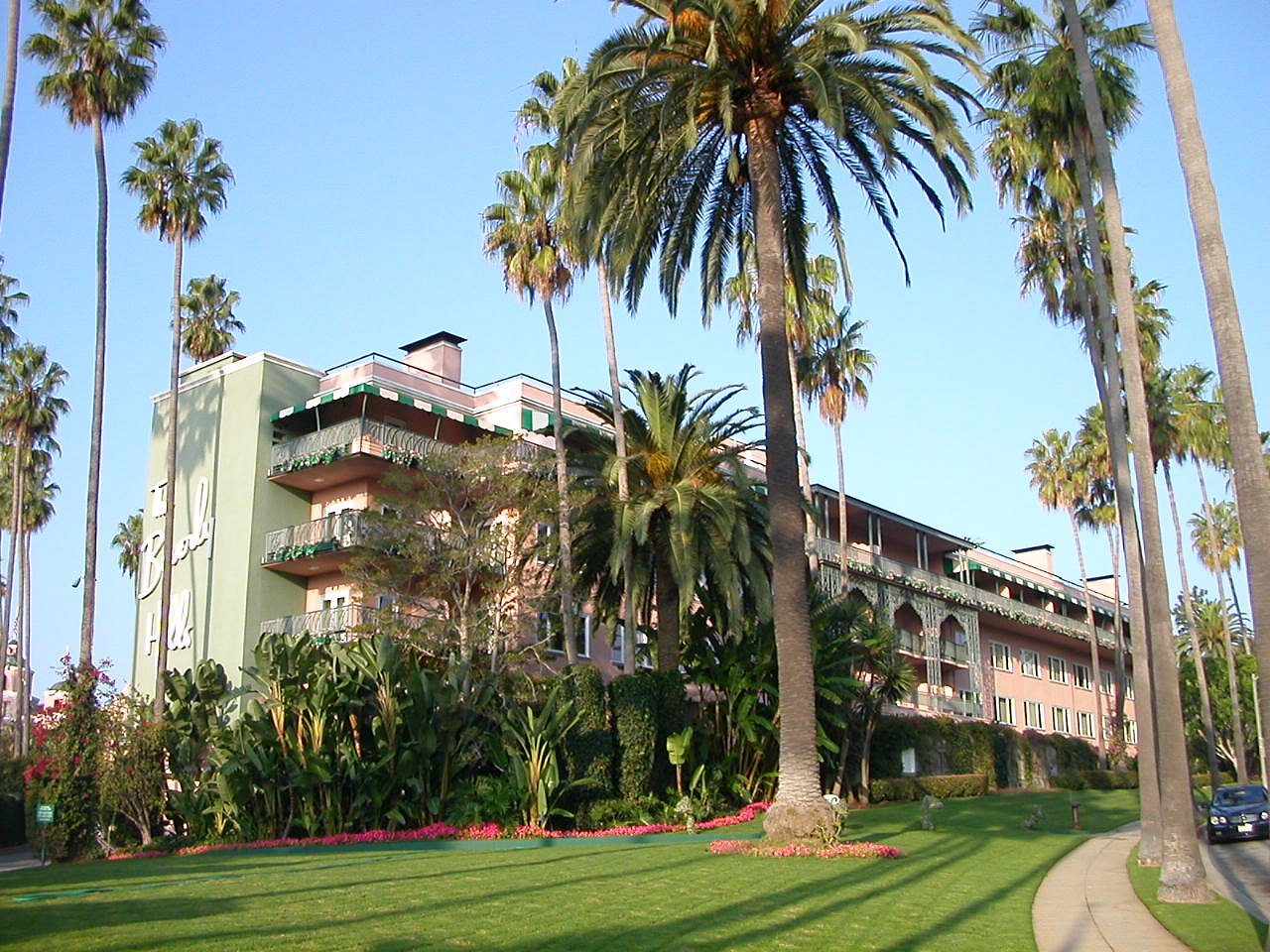
L'hôtel de nos jours.

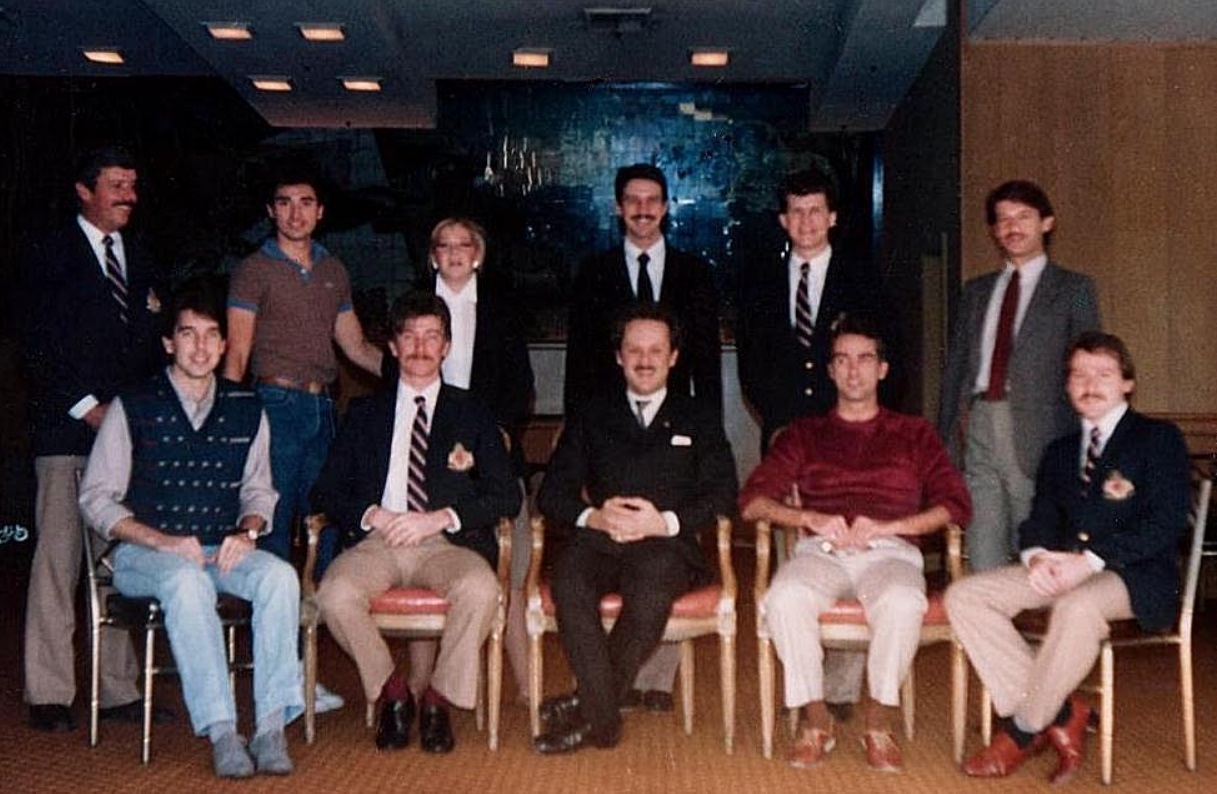
J. T. Demitz et son personnel de la réception en 1982.

Raquel Welch est « découverte » sur les bords de la piscine dans les années 1960. Charlie Chaplin, un habitué des lieux dans les années 1920, y retourne en 1972 pour y recevoir un Oscar spécial. Faye Dunaway y séjourne en 1977, après avoir reçu son Oscar pour Network. Pour les besoins du tournage du film Maman très chère, le maître nageur de l'hôtel enseigne à l'actrice le crawl dans la piscine.
À la mort de Ben Silberstein en 1979, l'hôtel passe aux mains de ses filles, Muriel Slatkin et Seema Boesky, mariée à Ivan Boesky, arbitragiste à Wall Street. Quand éclate le scandale du Watergate, l'homme politique John Newton Mitchell, membre de l'administration Nixon, y séjourne.
Le Beverly Hills Hotel change plusieurs fois de mains dans les années 1980. Ivan et Seema Boesky prennent la pleine possession de l'hôtel en 1986 moyennant 10 millions de dollars. La même année, lorsque Ivan Boesky est condamné à payer une amende de 100 millions de dollars pour délit d'initié, Seema Boesky revend l'hôtel 136 millions de dollars à Marvin Davis, magnat du pétrole de Denver, qui y avait passé sa lune de miel en 1951 avec Barbara Davis (en) et avait auparavant acheté un bungalow. En 1987, à l'occasion d'une rencontre avec le sultan de Brunei au tournoi de Wimbledon, Davis revend l'hôtel à son propriétaire actuel, Sajahtera Inc, filiale de la Brunei Investment Agency.
L'hôtel répond souvent aux demandes les plus extravagantes de ses clients, comme celle de l'homme d'affaires Walter Annenberg, pour qui le Bungalow 5 est refait en 1990, avec l'ajout d'une piscine et d'un jacuzzi.
Racheté par le sultan de Brunei Hassanal Bolkiah (groupe Dorchester Collection), l'hôtel ferme le 30 décembre 1992 pour des travaux de restauration de 140 millions de dollars. Les employés ne doivent depuis plus être syndiqués. Il rouvre le 3 juin 1995. L'objectif n'est pas de changer l'aspect de l'hôtel, mais lui rendre, selon la direction, tout son glamour d'origine.
En 2013, le sultan de Brunei décide d'appliquer la charia dans son pays (qui prévoit, entre autres, la flagellation pour les femmes qui avortent ou la lapidation pour les homosexuels), ce qui entraîne une importante campagne de boycott des hôtels du groupe Dorchester (outre le Beverly Hills Hotel, l'hôtel Bel-Air à Los Angeles, le Dorchester à Londres et le Meurice à Paris). Fin mai 2014, l'établissement affiche une perte de 2 millions de dollars à cause des annulations engendrées. Cette polémique rebondit en 2019, enchaînant une nouvelle campagne de boycott.

### Hommages
En 1976, c'est une photo du Beverly Hills Hotel que le groupe The Eagles choisit pour illustrer la pochette d'un album qui allait entrer dans la légende : Hotel California. La création graphique est due à David Alexander et John Kosh.
Dans son roman Les Sentiments, Agnès Michaux utilise l'hôtel comme décor.
L'hotêl apparaît dans le jeu vidéo Grand Theft Auto V sous le nom de The Richman Hotel.

## Clients de marque
Parmi les célèbres clients de l'hôtel figurent les noms de :
- Jackie et John Fitzgerald Kennedy
- Robert Francis Kennedy[2]
- Richard Burton[2]
- Judy Garland
- Katharine Hepburn[2]
- Frank Sinatra[2]
- Elizabeth Taylor et Eddie Fisher[2]
- Humphrey Bogart[2]
- Esther Williams[2]
- les Beatles[2]
- les Rolling Stones[2]
- Sophia Loren[2]
- Marilyn Monroe[2]
- Gina Lollobrigida[2]
- Dustin Hoffman[2]
- Bill et Hillary Clinton
- Michael Jackson
- Aristote Onassis
- John Lennon et Yoko Ono
- Howard Hughes
- Paul McCartney[2]
- Joan Crawford[2]
- Johnny Weissmuller
- Greta Garbo
- W. C. Fields
- Lucille Ball et Desi Arnaz
- John Barrymore
- Zsa Zsa Gábor
- Elton John
- Sharon Stone
- Richard Gere
- Ben Kingsley
- Courtney Love
- Jon Bon Jovi
- Robin Williams
- Dennis Hopper
- Baz Luhrmann
- Brad Pitt et Angelina Jolie
- Peter Fonda
- Matt Damon
- Helen Hunt
- Robert De Niro
- Demi Moore et Ashton Kutcher
- Judi Dench
- Michael Caine
- Tim Burton et Helena Bonham Carter
- Spike Lee
- Neve Campbell
- Mia Farrow
- Tyra Banks
- John Stamos
- David Spade
- Mary-Kate et Ashley Olsen
- Bob Saget
- Rob Schneider
- Whitney Houston
- Toni Braxton
- Diddy
- Sarah McLachlan
- Usher
- Tony Bennett
- Elvis Costello et Diana Krall
- Quincy Jones
- Sidney Poitier
- Donny Osmond
- Steve Martin
- Jacqueline Bisset
- Alain Terzian
- John Travolta
- Cindy Crawford
- Debbie Reynolds
- Carl Reiner
- James Caan
- Pamela L. Travers
- Matthew Perry